# Onirion sirivanakarni
Onirion sirivanakarni är en tvåvingeart som först beskrevs av Duret 1982.  Onirion sirivanakarni ingår i släktet Onirion och familjen stickmyggor.
Artens utbredningsområde är Panama. Inga underarter finns listade i Catalogue of Life.